# Partido de Mujeres por la Paz
El Partido de Mujeres por la Paz (PMP) fue una organización pacifista y feminista estadounidense fundada en enero de 1915 en respuesta a la Primera Guerra Mundial. Se la recuerda por ser una de las primeras organizaciones en utilizar tácticas de acción directa, tales como la manifestación pública. Rápidamente tras su establecimiento, se convirtió en la seccional estadounidense de la Liga Internacional de Mujeres por la Paz y la Libertad, una organización no gubernamental, pacifista y feminista, fundada en La Haya en abril de 1915.

## Precursores del pacifismo estadounidense
Antes del establecimiento del partido, las principales organizaciones pacifistas estadounidenses con alcance nacional eran esencialmente estructuras conservadoras, que veían en el movimiento por la paz una oportunidad para extender los buenos valores americanos: estabilidad y orden, entre otros.
La Sociedad Americana de Paz (SAP), fundada en 1828, fue una de estas organizaciones precursoras. Al ser la más antigua de todas, sufría, en palabras de los historiadores, de "victorianismo acumulado". Durante años, la SAP se rigió bajo el principio de demostrar la incompatibilidad entre la guerra y el cristianismo. No obstante, esta no fue una línea de trabajo muy efectiva y para el momento de la Primera Guerra Mundial, la SAP había quedado reducida a una subsidiaria del Fondo Carnegie para la Paz Internacional, un think tank creado en 1910 por el filántropo y empresario Andrew Carnegie que, tiempo más tarde, logró establecerse como una editorial universitaria pacifista, concentrándose en la investigación académica y la palabra impresa en lugar de la oratoria.
Otra organización precursora fue la Fundación por la Paz Mundial (FPM), fundada en 1909 por el millonario editor de Boston Edwin Ginn como "la Escuela Internacional para la Paz de Edwin Ginn". Esta organización se lanzó con un capital inicial de U$$ 1 millón y cambió su nombre a FPM en 1911. Al igual que el Fondo Carnegie, la FPM limitó sus actividades en gran medida a la investigación y publicación, tratando de influir en los tomadores de decisiones políticas en lugar de incentivar a la sociedad. 
Al igual que el entramado empresarial e industrial de la época, el movimiento por la paz se caracterizó por las direcciones entrelazadas de las diversas organizaciones, con muy pocos hombres y ninguna mujer ejerciendo una influencia decisiva sobre el movimiento. El movimiento pacifista estadounidense era, en resumen, parte del establishment, con cenas que podrían ser comparadas con "un banquete de la Cámara de Comercio".

## La marcha de las mujeres por la paz

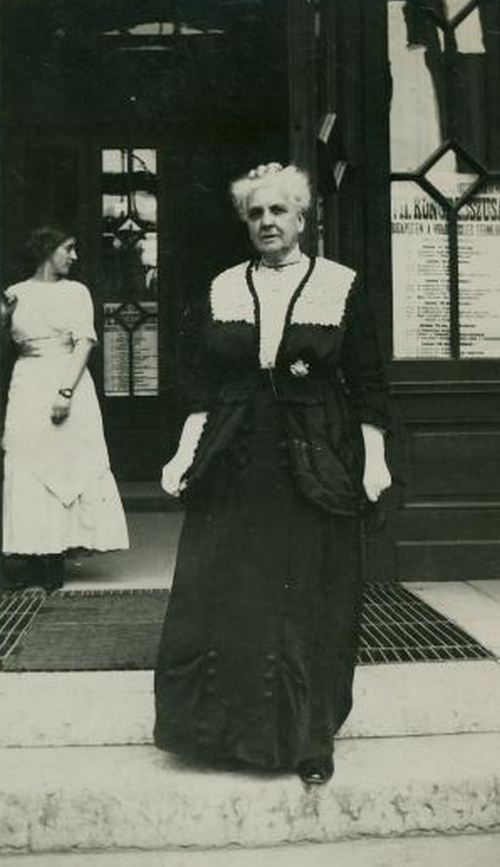
Fanny Garrison Villard, líder del comité del Desfile de las mujeres por la paz y fundadora del PMP.

Las raíces del PMP vienen de una marcha de protesta de 1500 mujeres en la ciudad de Nueva York que se llevó a cabo el 29 de agosto de 1914. La marcha se organizó menos de un mes después del estallido de la Primera Guerra Mundial y contó con una procesión silenciosa por la Quinta Avenida detrás de una pancarta blanca con una paloma frente a las sombrías multitudes que bordeaban las calles. La líder del comité organizador de la marcha era Fanny Garrison Villard, una veterana de los movimientos por la paz.
La marcha marcó un nuevo rumbo para los movimientos pacifistas. Por un lado, las organizaciones de paz estadounidenses más antiguas se limitaron a trabajar detrás de escena, intentando influir en la política a través de canales políticos regulares. La marcha, por otro lado, hizo uso de la acción directa, tratando de generar apoyo popular a través de manifestaciones públicas de la misma manera que los sindicatos habían luchado históricamente por políticas que eran importantes para ellos.
Después de la marcha, Garrison Villard buscó transformar el grupo del desfile en un grupo permanente. Villard pidió ayuda a la activista Carrie Chapman Catt, Presidenta de la Alianza Internacional de Mujeres. Catt, activista por el sufragio femenino, no veía en un principio a las marchas por la paz como un vehículo eficaz para provocar cambios sociales. Aun así, Catt se convenció de que el movimiento sufragista estadounidense ganaría apoyo y prestigio si las mujeres obtenían un papel destacado en la lucha por el fin de la Primera Guerra Mundial.
Luego, ella escribió a Jane Addams de Hull House en Chicago, intentando incorporarla a la próxima organización como su líder. Addams sostenía la hipótesis de una estrecha interrelación entre la paz internacional, la reforma humanitaria interna y el derecho de las mujeres a votar. En tal sentido, la idea de un movimiento nacional de las mujeres por la paz le pareció sumamente efectiva. Por tanto, el escenario estaba listo para el lanzamiento formal de la nueva organización: el Partido de las Mujeres por la Paz.

## Convención fundadora
El Partido de las Mujeres por la Paz se estableció en una convención organizadora celebrada en Washington D. C., del 9 al 10 de enero de 1915. A la reunión de fundación asistieron más de 100 delegadas que representaron a organizaciones de mujeres de todo Estados Unidos.  
Addams fue elegida presidenta y se le otorgó el poder de seleccionar una secretaria y una tesorera. La membresía estaba abierta a todos los grupos dispuestos luchar por la paz y a cualquier mujer que pagase una cuota anual de U$$ 1. El organigrama de la organización con sede en Chicago quedó compuesto por: Lucia Ames Mead como secretaria nacional, Harriet P. Thomas como secretaria ejecutiva, Sophonisba P. Breckinridge como tesorera y Elizabeth Glendower Evans como coordinadora nacional.
La convención aprobó una plataforma que llamó a la convocatoria inmediata de "una convención de naciones neutrales en aras de una paz temprana"; la limitación de armamentos; la oposición organizada al militarismo (o intervención militar) en América; la democratización de la política exterior; la eliminación de la motivación económica para la guerra, y la legalización del sufragio femenino.
En referencia al primer punto declarado por la convención, se aprobó el "Programa para la Paz Constructiva" para ponerlo en marcha. Se le exigía al gobierno estadounidense convocar una conferencia de naciones neutrales y que, en su defecto, "el propio partido convocará una conferencia no oficial de pacifistas del mundo" para determinar un curso de acción. Para garantizar que la guerra actual no fuera simplemente un preludio de otra, el programa exigía una paz basada en la no transferencia de territorio sin la voluntad de las personas involucradas, sin que se impongan indemnizaciones por fuera de las establecidas conforme el derecho internacional y ni se firmen tratados entre naciones sin la ratificación de los representantes del pueblo.  
Las actividades concluyeron con una reunión masiva celebrada en el salón de baile del Hotel New Willard el domingo 10 de enero, que se llenó a su máxima capacidad. Jane Addams y las activistas feministas Emmeline Pethick-Lawrence de Inglaterra y Rosika Schwimmer de Hungría pronunciaron los discursos de cierre.

## Congreso Internacional de Mujeres de 1915

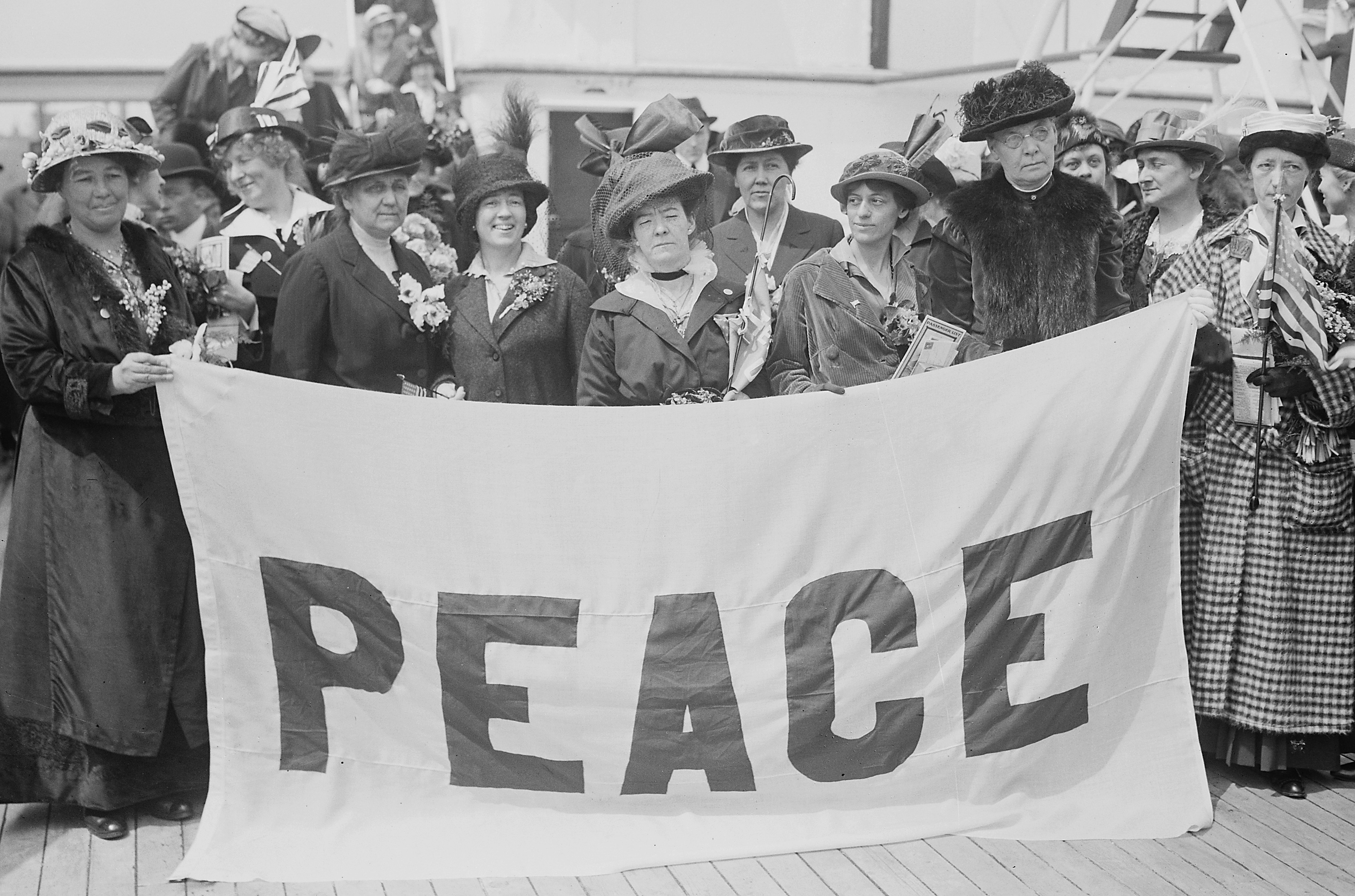
Delegadas al Congreso Internacional Mujeres por la Paz y la Libertad a bordo del MS Noordam.

La guerra en Europa obligó a cancelar la convención de la Alianza Internacional de Mujeres, que se había programado para Berlín en 1915. Esto proporcionó una oportunidad para que el movimiento pacifista de mujeres celebrara un congreso internacional propia, y se hizo un llamado para que se celebre en los Países Bajos, Estado que se mantenía neutral frente a la guerra. Jane Addams fue invitada a presidir el cónclave.  
En abril de 1915, 47 mujeres, incluidas muchas miembros del Partido de la Paz de la Mujer, junto con representantes de otras organizaciones, abordaron el crucero holandés MS Noordam con destino a La Haya. Entre las que viajaron, estaban la trabajadora social Grace Abbott, la epidemióloga Alice Hamilton, la sindicalista Leonora O'Reilly y Emily Balch, futura ganadora del Premio Nobel de la Paz .
El viaje no estuvo exento de controversia. A pesar del estatus formalmente neutral de Estados Unidos, el expresidente Theodore Roosevelt trató a las mujeres de cobardes que buscaban la paz "sin tener en cuenta la justicia". No obstante, las mujeres estadounidenses mantuvieron su posición y embarcaron con una pancarta azul y blanca que llevaba escrita la palabra "PAZ".  
El Noordam fue retenido durante cuatro días en el Canal de la Mancha por la Marina Real, pero finalmente se le permitió proceder a La Haya, a la que llegó apenas a tiempo para el inicio del congreso. A pesar de la decisión de algunas naciones combatientes, como Gran Bretaña, de negar los pasaportes a ciudadanas para que no participen del congreso, la reunión aún resultó ser un evento masivo, que reunió a 1136 delegadas y delegados, y más de 2000 visitantes.  
El congreso elaboró una serie de resoluciones orientadas a una paz justa. Se instó por el desarme y la eliminación de la industria armamentística. También se planteó una moción para que los países neutrales fueran veedores en las disputas internacionales, pero finalmente no se concretó. Una delegación encabezada por Addams fue enviada a las capitales de los poderes beligerantes para poner en acción estas resoluciones, pero resultó ineficaz.  
Antes de concluir el congreso, se estableció una nueva organización internacional que se llamó Comité Internacional de las Mujeres por la Paz Permanente. Posteriormente, cambió su nombre a Liga Internacional de Mujeres por la Paz y la Libertad, denominación que mantiene en la actualidad. Finalmente, el PMP se estableció como la seccional estadounidense de esta nueva organización.